# 卯月 (初代神風型駆逐艦)
|          |                                                                       |
| 艦歴     |                                                                       |
| 計画     | 1905年度                                                              |
| 起工     | 1906年3月22日                                                         |
| 進水     | 1906年9月20日                                                         |
| 就役     | 1907年3月6日                                                          |
| その後   | 1912年8月28日三等駆逐艦 1928年7月6日廃駆逐艦第3号と仮称               |
| 除籍     | 1924年12月1日                                                         |
| 廃船     | 1926年6月16日                                                         |
| 性能諸元 |                                                                       |
| 排水量   | 常備：381t 満載：450t                                                 |
| 全長     | 69.2メートル                                                          |
| 全幅     | 6.6メートル                                                           |
| 吃水     | 1.8メートル                                                           |
| 機関     | レシプロエンジン2基2軸、6,000hp                                       |
| 最大速力 | 29ノット                                                              |
| 航続距離 | 11ノット/850カイリ                                                    |
| 乗員     | 70人                                                                  |
| 兵装     | 80mm（40口径）単装砲 2門 80mm（28口径）単装砲 4門 450mm魚雷発射管 2門 |

卯月（うづき / うつき）は、大日本帝国海軍の駆逐艦で、神風型駆逐艦 (初代)の26番艦である。同名艦に睦月型駆逐艦の「卯月」があるため、こちらは「卯月 (初代)」や「卯月I」などと表記される。

## 艦歴
1905年（明治38年）6月15日、命名（製造番号26号）。1906年（明治39年）3月22日、川崎造船所で起工。同年9月20日、進水。同月25日、駆逐艦に類別。1907年（明治40年）3月6日、竣工。
第一次世界大戦では、シンガポール方面の警備に従事した。
1924年（大正13年）12月1日、除籍。1926年（大正15年）6月16日、廃船。1928年（昭和3年）7月6日、廃駆逐艦第3号と仮称。翌年4月1日、東京湾で無線操縦の被操縦艦となる。

## 艦長
※『日本海軍史』第9巻・第10巻の「将官履歴」及び『官報』に基づく。
駆逐艦長
- （兼）小泉親治 大尉：1907年1月18日 - 5月30日
- （兼）東島乙吉郎 少佐：1907年5月30日 - 1907年7月1日
- （兼）加々良乙比古 大尉：1907年7月1日 - 9月28日
- （兼）原完二 大尉：1907年9月28日 - 1908年1月10日
- 安東昌喬 大尉：1908年1月10日 - 4月20日
- 馬島専之助 大尉：1908年4月20日 - 6月5日
- （兼）山崎正策 大尉：1908年6月5日 - 1908年6月23日
- （兼）町田亀彦 大尉：1908年6月23日 - 9月19日
- 馬島専之助 大尉：1908年9月19日 - 1911年5月23日
- 小沢潔 大尉：1911年5月23日 - 12月27日
- 浜田豊太郎 大尉：1911年12月27日 - 1913年5月24日
- 泥川豊 大尉：1913年5月24日 - 1914年3月23日
- 山下正一 大尉：1914年3月23日 - 不詳
- 藤好鉄之助 少佐：不詳 - 1916年9月12日
- 佃久米太郎 大尉：1916年9月12日 - 1917年2月7日[7]
- 白根貞介 大尉：1917年2月7日 - 7月2日
- 倉田三雄 大尉：1917年7月2日 - 1919年4月1日[8]
- 佐久間敬太郎 大尉：1919年4月1日[8] - 1920年10月1日[9]
- （兼）中原市介 中佐：1920年10月1日[9] - 12月1日[10]
- 樋口通達 大尉：1920年12月1日[10] - 1922年7月1日[11]
- 中原達平 大尉：1922年7月1日[11] - 1923年2月15日[12]
- 池田七郎 大尉：1923年2月15日[12] - 5月1日[13]
- （兼）須藤平三郎 少佐：1923年5月1日[13] - 1923年8月13日[14]
- （兼）安富芳介 大尉：1923年8月13日[14] - 1924年2月5日[15]
- （兼）藤井音四郎 大尉：1924年2月5日[15] -